# ヨコハマタイヤ・マニファクチュアリング
ヨコハマタイヤ・マニュファクチャリング（YOKOHAMATIRE  MANUFACTURING(THAILAND) CO., LTD.
）は、タイにある日本の横浜ゴムの現地法人。タイ国内の工場にて各種タイヤの生産および販売を行っている。

## 概要
2004年1月に現地代理店ティー・サイアム・コマーシャル・カンパニーと合弁でラヨーン県のアマタシティー工業団地に設立。2005年4月には、横浜タイヤグループ最大の敷地面積42万平方メートルの工場が稼働させ、トラック、バス用、次いで乗用車とライトトラック用の製品の製造を開始した。横浜タイヤは、同社工場の拡張性の高さを評価しており、2007年以降、断続的に工場の拡張に着手。2011年度には年間260万本、最終的には年間400万本まで生産能力を高める方針を立てている。製品は、タイ国内を含め日本も含めた海外へ供給する見込み。